# Pont sur la rue de Gouédic
Ne doit pas être confondu avec Pont de Gouédic, Viaduc ferroviaire du Gouédic ou Viaduc du Gouédic.
Le pont sur la rue de Gouëdic (ou pont sur la rue de Gouédic) a été construit par Louis Harel de la Noë pour les chemins de fer des Côtes-du-Nord. Situé entre la gare des chemins de fer de l'Ouest et la gare centrale de Saint-Brieuc, il passait sur la rue de Gouédic. Il a été détruit en 1997 pour laisser place au nouveau pont Waldeck-Rousseau.

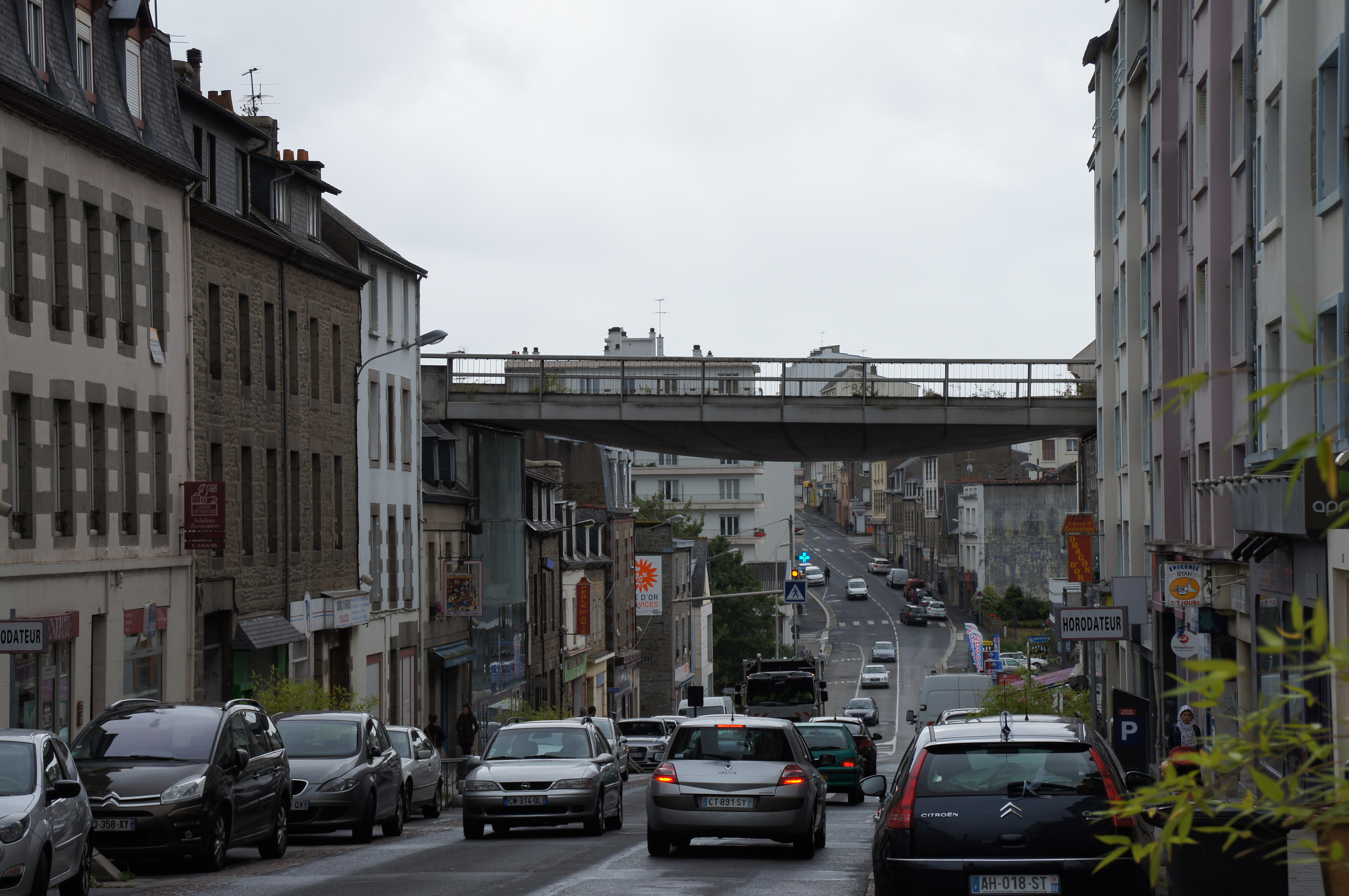
Le nouveau pont Waldeck-Rousseau.